# Бзівська сільська рада
| Бзівська сільська рада — колишній орган місцевого самоврядування у Баришівському районі Київської області з адміністративним центром у с. Бзів. Історична дата утворення: в 1938 році. Водоймища на території, підпорядкованій даній раді: річка Ільта. Сільській раді були підпорядковані населені пункти: - с. Бзів |

## Склад ради
Рада складалася з 14 депутатів та голови.

### Керівний склад ради
| ПІБ                          | Основні відомості                                                         | Дата обрання | Дата звільнення |
| ---------------------------- | ------------------------------------------------------------------------- | ------------ | --------------- |
| Соколан Володимир Вікторович | Сільський голова, 1960 року народження, освіта, безпартійний              | 26.03.2006   | 31.10.2010      |
| Соколан Володимир Вікторович | Сільський голова, 1960 року народження, освіта вища, член Партії регіонів | 31.10.2010   |                 |

Примітка: таблиця складена за даними джерела

## Населення
Згідно з переписом УРСР 1989 року чисельність наявного населення сільської ради становила 879 осіб, з яких 400 чоловіків та 479 жінок.
За переписом населення України 2001 року в сільській раді мешкало 858 осіб.

### Мова
Розподіл населення за рідною мовою за даними перепису 2001 року:
| Мова       | Відсоток |
| ---------- | -------- |
| українська | 95,81 %  |
| російська  | 3,64 %   |
| вірменська | 0,22 %   |
| білоруська | 0,11 %   |
| інші       | 0,22 %   |